# Ratchaburi
Ratchaburi (Thai: ราชบุรี, ausgesprochen: [râːtt͡ɕʰáʔbùʔriː], umgangssprachlich Ratburi, [râːtbùʔriː]; vollständiger Titel: Thesaban Mueang Ratchaburi, เทศบาลเมืองราชบุรี) ist eine Stadt (เทศบาลเมือง) in der Provinz Ratchaburi. Ratchaburi ist auch die „Hauptstadt“ der Provinz Ratchaburi.
Die Provinz Ratchaburi liegt im westlichen Teil der Zentralregion von Thailand.

## Geographie
Ratchaburi ist eine der ältesten Städte Thailands, sie liegt etwa 80 Kilometer westlich von Bangkok am Unterlauf des Mae Nam Mae Klong (Mae-Klong-Fluss).
Die Haupt-Wasserressource des Bezirks ist der Fluss Mae Nam Mae Klong.

## Geschichte
Einst lag die Stadt direkt an der Küste des Golf von Thailand, infolge der Sedimentation des Mae Nam Mae Klong schob diese sich im Laufe der Zeit um 30 km nach Süden. Ratchaburi ist trotzdem ein wichtiger Handelsplatz geblieben. Grabungen haben ergeben, dass auf dem Stadtgebiet schon in der Bronzezeit gesiedelt worden ist, die Stadt selbst ist seit etwa der Zeitenwende bekannt. König Ramkhamhaeng entriss Ratchaburi den Khmer und gliederte die Stadt in das Königreich Sukhothai ein. Später war sie ein wichtiges Handelszentrum im Königreich Ayutthaya (erstmals unter Ramathibodi I.). 1768 warf König Taksin die Birmanen, die kurz zuvor Ayutthaya zerstört hatten, aus Ratchaburi und machte die Stadt zu einem Bestandteil des Königreiches Siam.

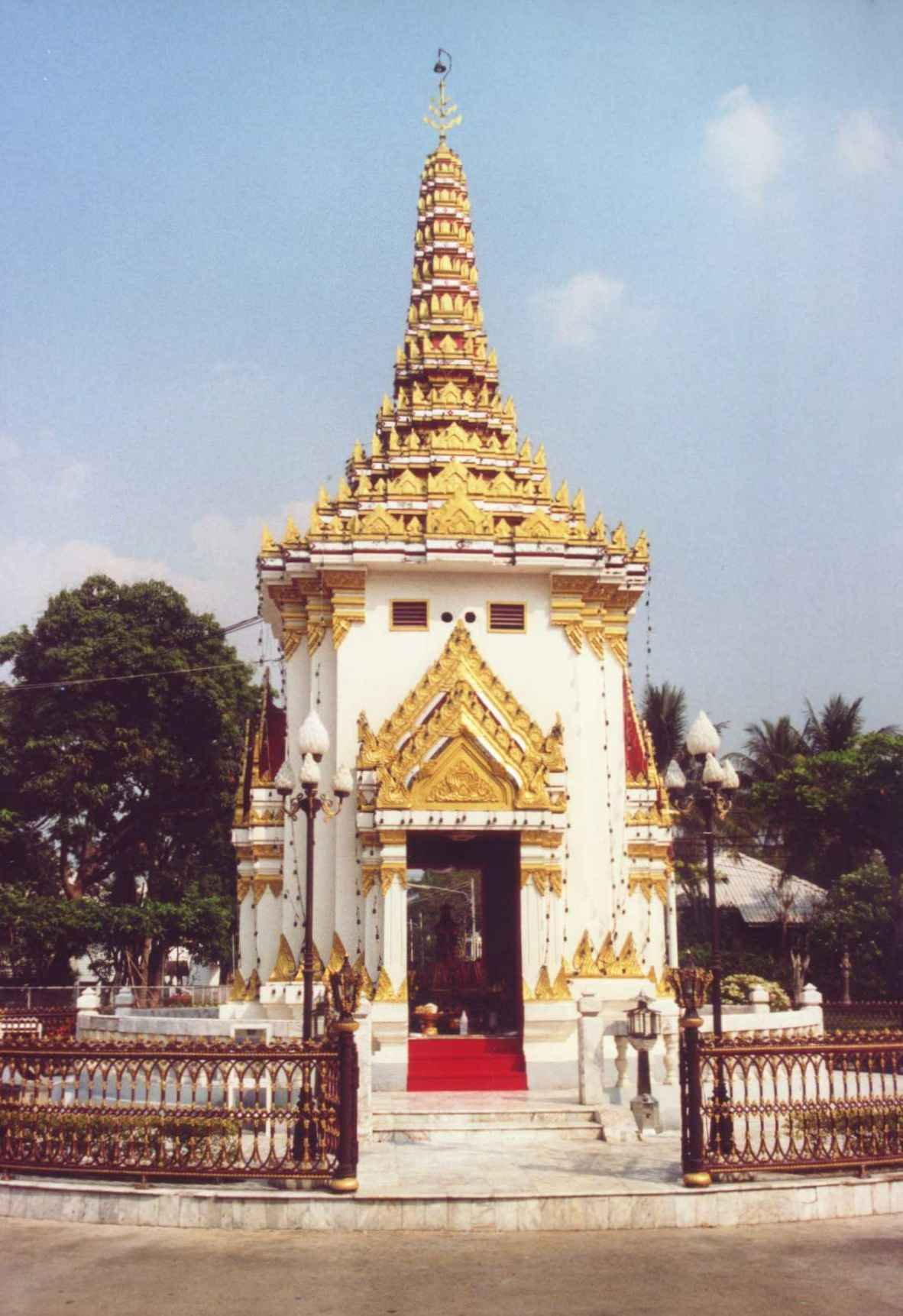
Lak Müang von Ratchaburi

## Verkehr
Ratchaburi besitzt einen Bahnhof an der Südbahn, die Bangkok mit Malaysia verbindet.

## Persönlichkeiten
- Somchai Maiwilai (* 1970 oder 1975), Fußballtrainer
- Anon Boonsukco (* 1978), Fußballspieler
- Prayad Boonya (* 1979), Fußballspieler
- Vimol Jankam (* 1979), Fußballtrainer und -spieler
- Trawiwut Potharungroj (* 1979), Fußballspieler
- Thasana Chamsa-ad (* 1982), Fußballspieler
- Dawuth Dinkhet (* 1983), Fußballspieler
- Pornchai Ardjinda (* 1984), Fußballspieler
- Peerapong Pichitchotirat (* 1984), Fußballspieler
- Ekkasak Buabao (* 1985), Fußballspieler
- Adisorn Daeng-rueng (* 1986), Fußballspieler
- Pongsakorn Junhom (* 1986), Fußballspieler
- Suttinun Phuk-hom (* 1987), Fußballspieler
- Parinya Utapao (* 1988), Fußballspieler
- Kitsada Wongkeaw (* 1988), Futsal- und Fußballspieler
- Chalermsuk Kaewsuktae (* 1989), Fußballspieler
- Todsapol Lated (* 1989), Fußballspieler
- Areerat Intadis (* 1996), Kugelstoßerin
- Pawee Tanthatemee (* 1996), Fußballspieler
- Patsapong Amsam-ang (* 1997), Stabhochspringer
- Kanarin Thawornsak (* 1997), Fußballspieler

## Sehenswürdigkeiten
- Khao Wang – Palast auf einem 44 m hohen Hügel westlich der Stadt, erbaut auf Geheiß von König Chulalongkorn (Rama V.), der ihn jedoch nur einmal im Jahre 1877 besucht haben soll.
- Wat Mahathat – Tempel aus der Lop-Buri-Zeit, zum Teil aus dem 9.–10. Jahrhundert.
- Nationalmuseum Ratchaburi – kurzer Abriss der Geschichte Thailands (mit engl. Schrifttafeln), sehenswert insbesondere das Schwert Königs Vajiravudh (Rama VI.).
- die Khao-Bin-Höhle im „Khao Bin Forest Park“, etwa 20 Kilometer nordwestlich von Ratchaburi im Tambon Hin Kong